# Erik Werner Tawaststjerna

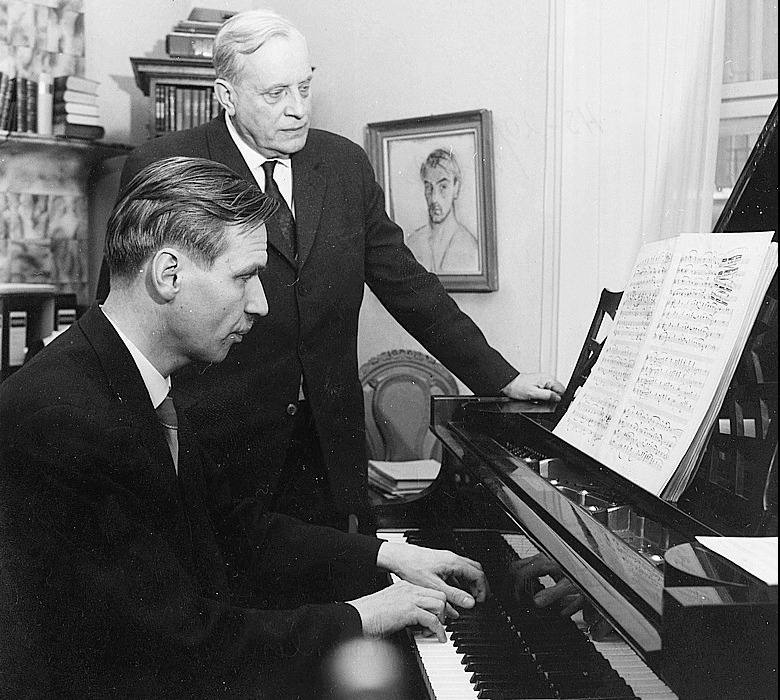
Erik Werner Tawaststjerna am Klavier mit seinem Freund, dem Mathematiker Rolf Nevanlinna

Erik Werner Tawaststjerna (auch Erik Verner Tawaststjerna, * 10. Oktober 1916 in Mikkeli; † 22. Januar 1993 in Helsinki) war ein finnischer Musikwissenschaftler und Pianist. Er war der Vater des Pianisten Erik T. Tawaststjerna.

## Leben und Werk
Erik Werner Tawaststjerna studierte an der Sibelius-Akatemia in Helsinki, bei Heinrich Neuhaus in Moskau, bei Alfred Cortot in Paris sowie bei Paul Baumgartner in Basel.
Ab 1943 konzertierte er in Ost- und Westeuropa. 1960 wurde er Professor für Musikwissenschaft an der Universität Helsinki.